# Австралийское экономическое общество
Австралийское экономическое общество (англ. Economic Society of Australia) — профессиональная экономическая организация. Общество основано в 1925 г. Первоначально объединяло экономистов Австралии и Новой Зеландии, однако в 1973 г. новозеландцы вышли из общества. Членами общества состоят около 2600 экономистов.
Общество публикует два специализированных журнала: The Economic Record и Economic Papers.
С 1970 г. общество проводит ежегодные конференции. В 2006 г. конференция пройдёт в сентябре в г. Перт.
С 1987 г. общество ежегодно избирает Почётных членов (среди избранных: сэр Р. Уилсон (1988); М. Корден (1995); Дж. Невил (2000), Э. Хьюз (2004)).
В 2002 г. на очередной конференции был создан Комитет женщин-экономистов (The Committee for Women in Economics), являющийся структурным подразделением общества.